# Flamingokvintetten 5
Flamingokvintetten 5 är ett musikalbum av Flamingokvintetten från 1974.

## Låtlista
| 1. | Där näckrosen blommar                            | Sven-Olof Sandberg       | 2:42 |
| 2. | Förlåt jag skriver                               |                          | 2:45 |
| 3. | Ingenting (Silent Lips)                          |                          | 2:10 |
| 4. | Love theme from The Godfather                    |                          | 2:34 |
| 5. | Jag ska måla hela världen lilla mamma            | Britt-Marie Toje-Edström | 2:33 |
| 6. | Itsy Bitsy Teenie Weenie Yellow Polka Dot Bikini |                          | 3:12 |

| 1. | Monica                                               | Lars Waldefeldt | 3:38 |
| 2. | Nu är det lördag igen (Another Saturday Night)       |                 | 2:27 |
| 3. | Jag går i en dröm och låtsas (The Great Pretender)   |                 | 2:46 |
| 4. | Drummy Rock                                          |                 | 2:36 |
| 5. | De tre klockorna (The Three Bells)                   |                 | 2:38 |
| 6. | Hur kan du bara glömma (It Keeps Right on a hurting) |                 | 2:41 |

Låten "Där näckrosen blommar" låg två veckor 1:a på Svensktoppen under 1974.

### Fotnoter
1. ↑  ”Flamingo-kvintetten ( 5) / Flamingo-kvintetten”. Svensk mediedatabas. 15 augusti 1974. Arkiverad från originalet den 5 januari 2016. https://web.archive.org/web/20160105063851/http://smdb.kb.se/catalog/id/001886820. Läst 28 december 2015.
2. ↑  ”Svensktoppen 1974”. Sveriges Radio. https://sverigesradio.se/Diverse/AppData/Isidor/files/2023/3472.txt. Läst 19 maj 2020.